# 堀武芳
堀 武芳（ほり たけよし、1898年11月10日 - 1968年10月15日）は、日本の経営者、銀行家。日本勧業銀行頭取を務めた。和歌山県出身。

## 経歴・人物
1923年に東京帝国大学独法科を卒業し、同年に日本勧業銀行に入行。1946年に理事に就任し、1950年1には頭取に就任した。1961年から1962年12月に会長を務めた。1964年には日本銀行政策委員に就任し、全国銀行協会連合会会長も務めた。
1968年10月15日脳血栓のために死去。69歳没。